# Полидор (син на Кадъм)
Вижте пояснителната страница за други значения на Полидор.
Полидор (на старогръцки: Πολύδωρος, Polydoros) в древногръцката митология е цар на Тива, син на цар Кадъм и богинята Хармония през 15 век пр.н.е. Брат е на Семела, Ино, Агава и Автоноя.
Полидор става цар след смъртта на племенника му Пентей, син на сестра му Агава и Ехион, един спартанец. Полидор се жени за Никтеида, дъщеря на Никтей и Поликсо и сестра на красивата Антиопа. Полидор и Никтеида имат един син Лабдак.
Когато Полидор умира, неговият син Лабдак е още малолетен и затова Никтей поема управлението на страната.
Когато сестра му Семела е убита с мълния от Зевс, едновренно с това от небето пада дъска, от която Полидор прави позлатена картина за Дионисий, синът на Семела, и я нарича Dionysos Kadmeios.